# Manly Yacht Club

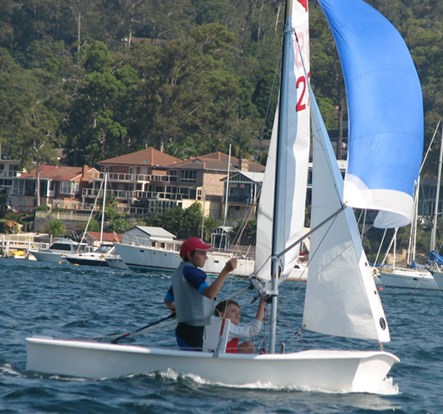
Jolle Manly Junior

Der Manly Yacht Club (MYC) wurde 1950 als Manly 14ft Skiff Club in Manly, New South Wales, Australien gegründet. Der Club wurde später in Manly Yacht Club umbenannt.

## Regatten
Der Club führt seine eigenen Regatten im Hafen von Sydney durch.

## Manly Junior
1959 hatte der Club Probleme, die Mitglieder weiter für den Segelsport zu interessieren. Die meisten Gründungsmitglieder hatten mittlerweile Familie und Kinder, und der Skiff Club konnte diesen Mitgliedern nicht mehr genug bieten. Daher wurde beschlossen, eine neue Juniorenklasse einzuführen, um neue Mitglieder zu werben und den Club neu aufzubauen. Das größte Problem war, dass der Club nicht genügend Platz hatte, die Boote zu verstauen. Das hat dazu geführt, dass der Club die neue Jollen-Klasse Manly Junior entwickelte, die aufrecht stehend im Clubhaus verstaut werden konnte.